# Jerzy Bicz
Jerzy Bicz (ur. 5 lutego 1952 w Myślenicach) – polski siatkarz, trener i nauczyciel wychowania fizycznego.
Pracę trenera zaczął w 1974 r. Przez całą trenerską karierę trenował drużyny Dalinu Myślenice. Największym sukcesem w jego karierze trenerskiej był awans z żeńską drużyną Dalinu  do Ekstraklasy Siatkarek w 2004 r., a także zajęcie w tych rozgrywkach 7. miejsca w sezonie 2005/2006. Trenował również drugi, drugoligowy zespół myślenickich siatkarek oraz młodzież w SMS Dalin Myślenice.
16 marca 2024 r. obchodził pięćdziesięciolecie pracy trenerskiej.